# Simpson Horror Show X
Le Simpson Horror Show X (France) ou Spécial d’Halloween X (Québec) (Treehouse of Horror X) est le 4e épisode de la saison 11 de la série télévisée d'animation Les Simpson.

## Synopsis

### Je sais ce que vous avez fait
Ned Flanders faisait sa marche dans le brouillard, et Marge Simpson l'écrase. Après avoir été à son enterrement, des messages mystérieux apparaissent sur les murs de la maison des Simpson "Je sais ce que vous avez fait". La famille se retrouve nez à nez avec l'auteur de ces mots. Il se met à les pourchasser et on découvre que l'auteur est Ned Flanders qui leur annonce qu'il est un non mortel (un loup-garou). C'est alors que la pleine lune se dévoile et Ned Flanders s'en prend à Homer.

### Recherche Xena désespérément
Bart et Lisa, après avoir été irradiés, deviennent Élastique Man et Tabasse Girl (Étiro-Garçon et Fille Fesseuse au Québec). Leurs pouvoirs les amènent à secourir Lucy Lawless (l'héroïne de Xena, la guerrière).

### La vie est un pépin et on en meurt
Homer provoque le bug de l'an 2000 et détruit tous les ordinateurs de la planète.